# Furtuna de pe râul Catatumbo, Venezuela

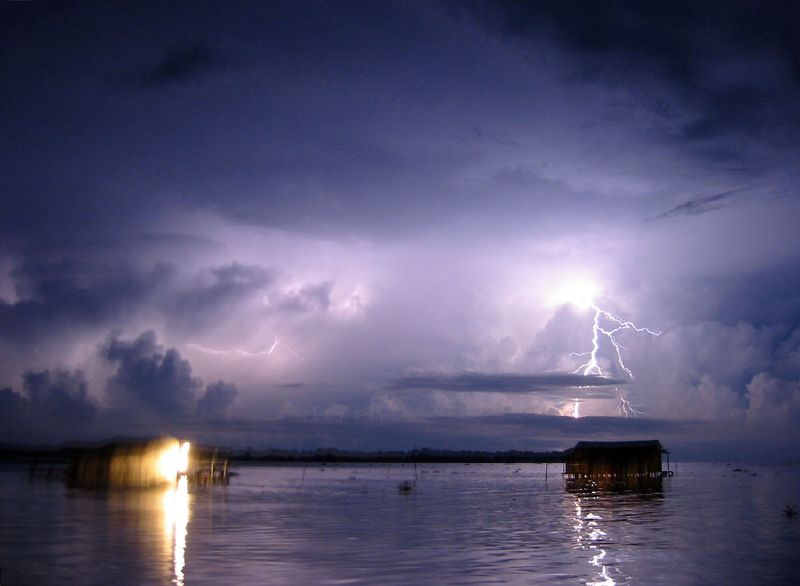
Fulgere și trăsnete pe râul Catatumbo, Venezuela pe timpul nopții

Furtuna Catatumbo sau Fulgerul Catatumbo (spaniolă Relámpago del Catatumbo) este un fenomen atmosferic ce are loc pe râul Catatumbo din Venezuela. Furtunile își au locul numai peste gura Râului Catatumbo care se varsă în Lacul Maracaibo.
Furtuna provine de la o masă foarte mare de nori cu o înălțime de peste 1km și are loc pe perioada a 140-160 de nopți dintr-un an. Descărcările electrice au loc 10 ore pe zi, de până la 280 de ori pe oră. Acestea au loc deasupra și în jurul lacului Maracaibo, de obicei în zona în care râul Catatumbo se varsă în lac.
Furtuna Catatumbo își schimbă frecvența pe tot parcursul anului și este diferită de la an la an. De exemplu, aceasta a încetat din ianuarie până în martie 2010 din cauza secetei, temporar, stârnind temeri că ar s-ar fi putut stins definitv.

## Referințe istorice

Steagul Zulia.

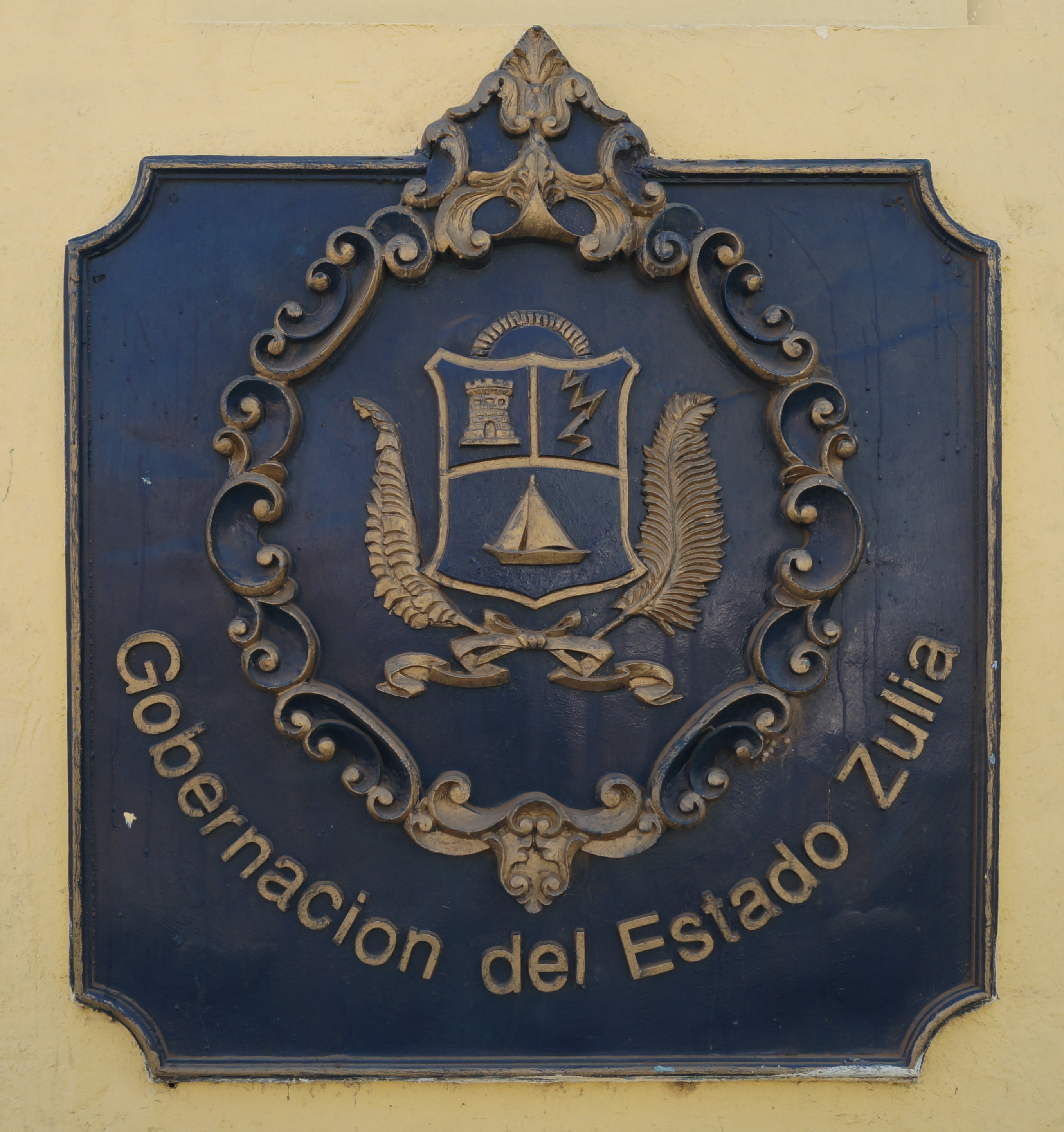
Stema Zulia. Fulgerul este poziționat în partea superioară în dreapta.

## Locație și mecanismul

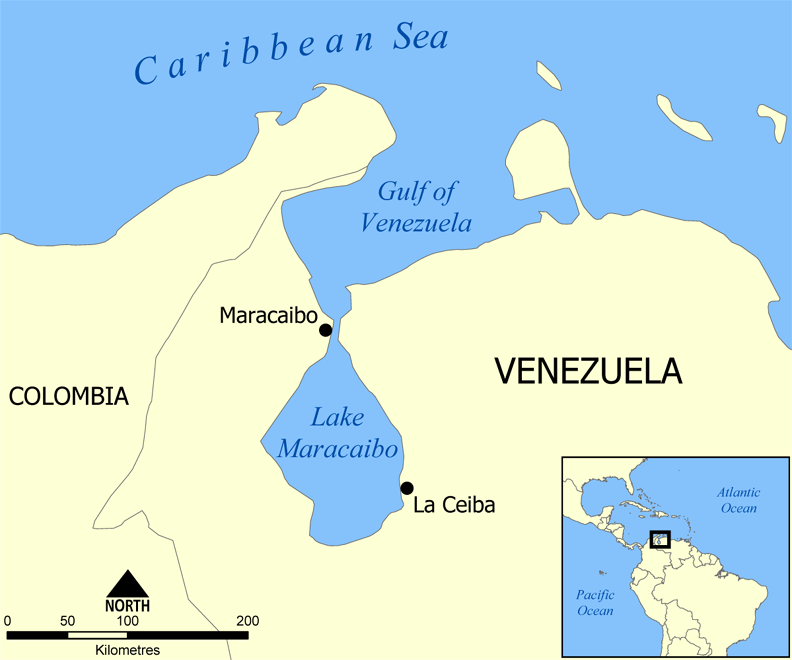
Fulgerul Catatumbo apare peste și în jurul Lacului Maracaibo

## Studii anterioare

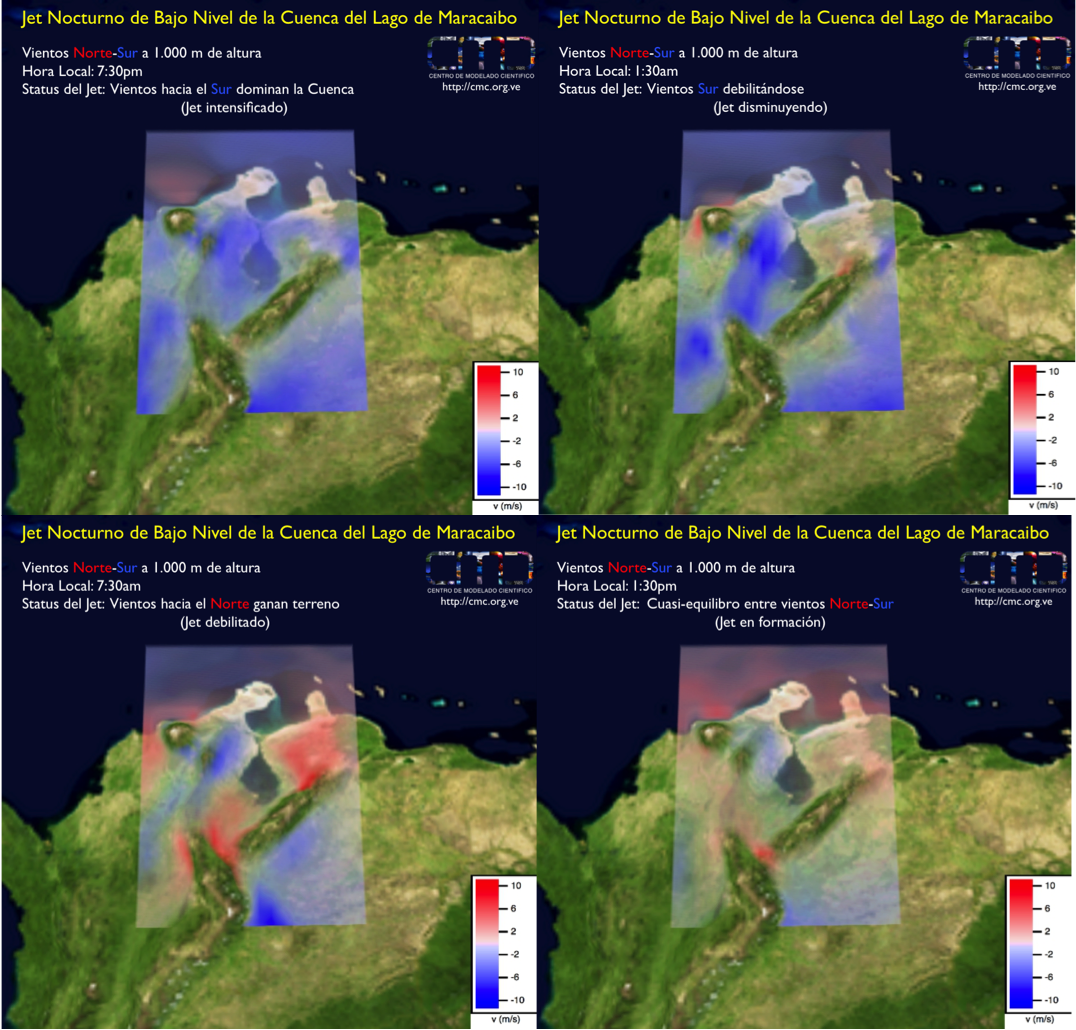
Jeturi de Nivel-Scăzut în bazinul Lacului Maracaibo